# Doom启世录
《Doom启世录》是大卫·卡什诺所著的传记文学，该书以电子游戏公司id Software创始人约翰·卡马克和约翰·罗梅洛为主线，介绍了该公司的历史及其对流行文化影响。
本书由兰登书屋于2003年5月出版，后于2012年5月出版演员威尔·惠顿讲述的有声书。简体中文版由孙振南翻译，电子工业出版社于2004年4月出版。